# ŁKS Łódź (basket-ball)
Pour le club omnisports, voir ŁKS Łódź.
Maillots
Le ŁKS Łódź est un club polonais de basket-ball issu de la ville de Łódź.

## Palmarès
- Champion de Pologne : 1953

## Entraîneurs successifs
- Depuis ? :  Piotr Zych
- 1949-1961 :  Andrzej Kulesza
- 1975-1981 :  Bolesław Kwiatkowski
- 1978 :  Władysław Markowski
- 1981-1986 :  Janusz Kantorski
- 1982-1983 :  Wojciech Fiedorczuk
- 1984-1986 :  Henryk Langierowicz
- ? :  Wiesław Winck
- 2002-2004 :  Andrzej Nowakowski
- 2008-2010 :  Radosław Czerniak
- ? :  Piotr Zych

## Joueurs célèbres ou marquants
- Marcin Gortat

## Galerie

Ancien logo